# Nichi nichi kore kōjitsu

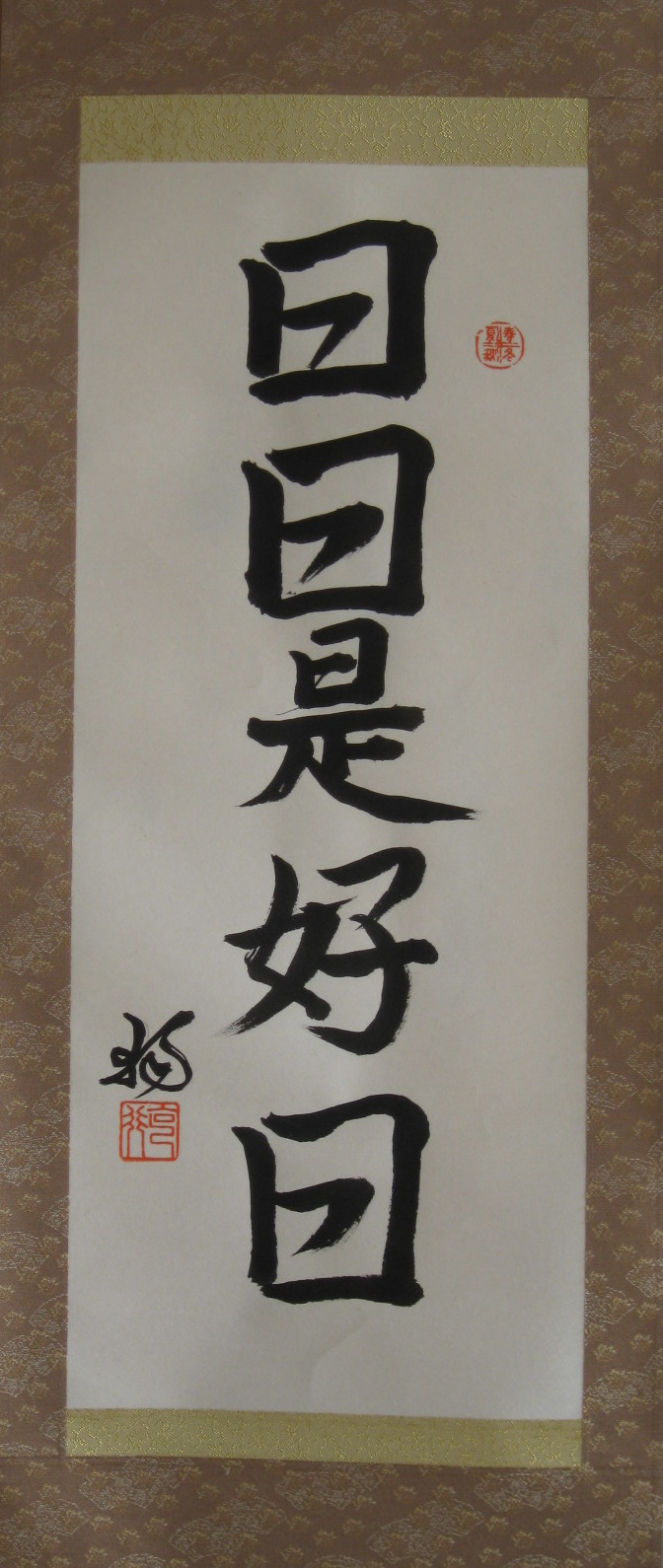
Yunmen: Tag um Tag ist guter Tag – Kalligraphie von Dokko-An Kokugyo Kuwahara – privat

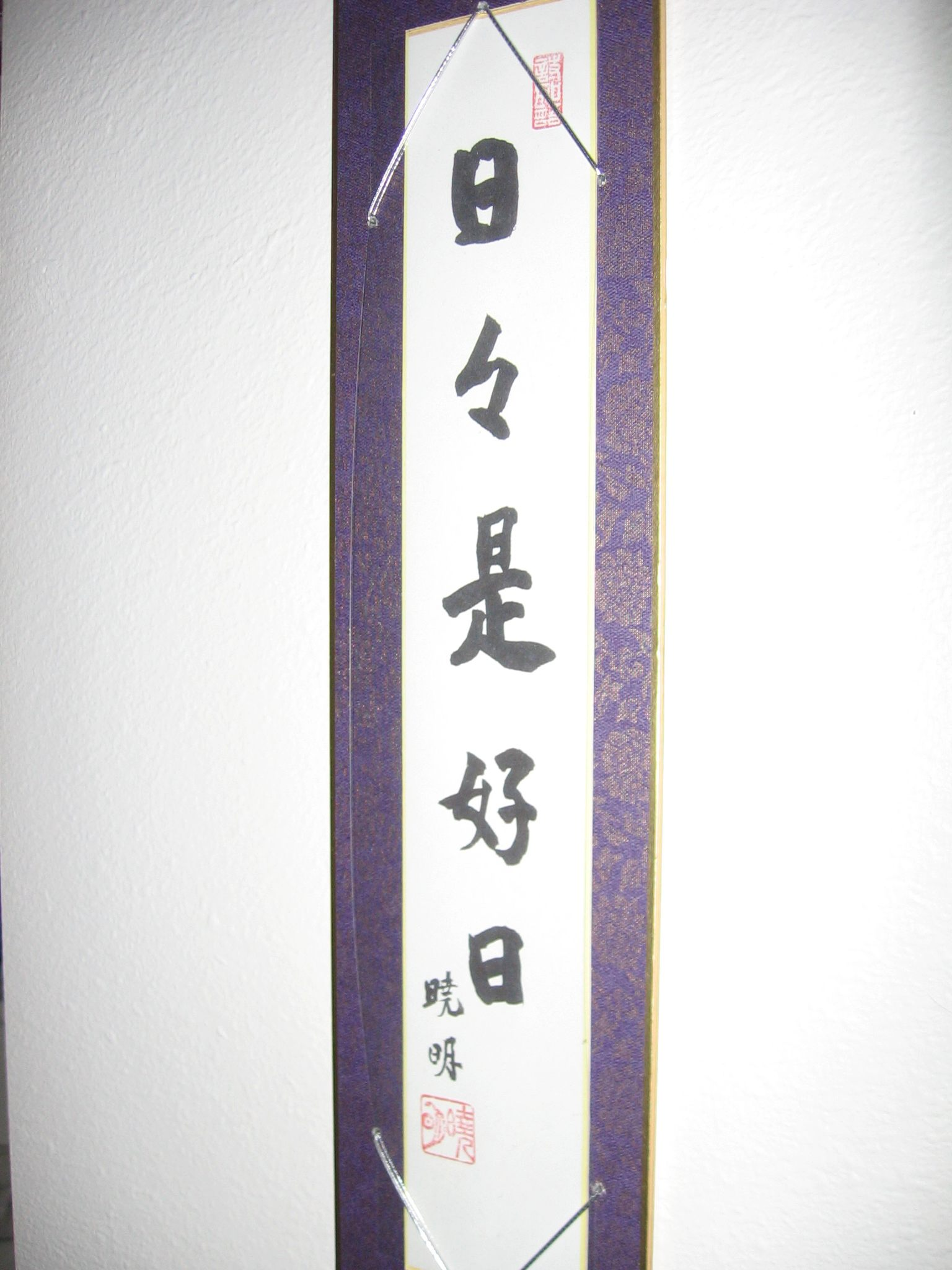
Yunmen: Tag um Tag ist guter Tag – Kalligraphie von Rev. Gyomai Kubose

Das im heutigen Japan populäre Sprichwort Nichi nichi kore kōjitsu (jap. 日々是好日); auch gelesen als Nichi-nichi kore kōnichi, bedeutet: „Tag für Tag ein guter Tag“ oder „Jeder Tag ist ein guter Tag“.
Das englischsprachige Digitale Wörterbuch des Buddhismus
gibt beide Lesarten für diese Phrase an. Aber auch die Lesart Hibi kore kōjitsu ist in Japan verbreitet.
Auf Chinesisch lautet dieser Spruch: Rì rì shì hǎo rì (chin.日日是好日).
Die chinesische Quelle für diesen Ausspruch von Chan-Meister Yunmen ist das Yunmen yulu (Aufzeichnungen von Yunmen), bzw. genauer das Yunmen kuangzhen chanshi guanglu (Umfassende Aufzeichnungen von Chan-Meister Kuangzhen Yunmen). Der Yunmen-Forscher Urs App benennt als älteste existierende Ausgabe des Yunmen yulu das Guzunsu yulu (Aufzeichnungen der Worte der Altehrwürdigen) aus dem Jahr 1267. Quelle: Urs App: „Zen-Meister Yunmen“, University Media, Wil/Paris, 2018, S. 214 und S. 242.
Bekannt wurde der Ausspruch insbesondere durch das sechste Beispiel der berühmten Kōansammlung Biyan Lu („Bi-Yän-Lu“) verfasst 1111–1115 von Yuanwu, erschienen um 1300 in Sichuan. Der japanische Titel ist Heki-gan-roku. Deutsche Übersetzung von Wilhelm Gundert: „Meister Yüan-Wu's Niederschrift von der Smaragdenen Felswand“, München 1960 Bd. 1 – 3, hier Bd. 1, S. 147 ff, bzw. Dietrich Roloff: „Aufzeichnungen vor smaragdener Felswand“, Windpferd Verlag, Oberstdorf, 2013, S. 90 ff.
Das Beispiel lautet:
Yunmen richtete bei der Unterweisung folgende Worte an seine Hörer: „Nach den letzten fünfzehn Tagen frage ich euch nicht. Zu den nächsten fünfzehn Tagen kommt mit einem Sätzchen daher und redet.“
An Stelle der Gefragten sagt er dann selbst: „Tag um Tag ist guter Tag.“
Das Sprichwort wurde von einigen modernen Zen-Meistern, insbesondere von Kōdō Sawaki und seinem Schüler Taisen Deshimaru dargelegt und u. a. von dem Komponisten John Cage im Westen populär gemacht. Der Neurologe, Psychiater und Autor Wladimir Lindenberg wählte diesen Spruch unter Bezugnahme auf Chan-Meister Yunmen als Titel eines seiner Bücher.

## Film
Every Day a Good Day (日日是好日, Nichinichi kore kōjitsu?) ist ein japanisches Filmdrama unter der Regie und nach dem Drehbuch von Tatsushi Ōmori, das auf dem gleichnamigen autobiografischen Essay von Noriko Morishita aus dem Jahr 2008 beruht. In Japan wurde er 2018 veröffentlicht.

### Handlung
Noriko ist eine junge, unsichere japanische Studentin, die eine Karriere im Verlagswesen anstrebt. Auf Empfehlung ihrer Mutter lässt sie sich zusammen mit ihrer Cousine in der Kunst der Teezeremonie ausbilden. Sie ist von der Nützlichkeit dieser sehr kodifizierten und langsamen Zeremonie nicht überzeugt, entdeckt aber nach und nach die Wohltaten dieser minutiösen Gesten und findet in ihrer Ausbilderin eine beruhigende und weise Figur. Als die Jahre vergehen, kämpft Noriko weiter gegen ihre Zweifel und Misserfolge, ohne die friedlichen Momente zu vernachlässigen. Einige Jahre später durchlebt Noriko persönliche Krisen, eim Praktizieren des Teeweges wird ihr die Wahrheit des Sprichwortes auf einem Rollbild der Lehrerin bewusst: „Jeder Tag ist ein guter Tag“.